# Frances Dafoe
Frances Helen Dafoe, född 17 december 1929 i Toronto i Ontario, död 23 september 2016, var en kanadensisk konståkare.
Dafoe blev olympisk silvermedaljör i konståkning vid vinterspelen 1956 i Cortina d'Ampezzo. År 1991 tilldelades hon Order of Canada.